# Saperda submersa
Saperda submersa là một loài bọ cánh cứng trong họ Cerambycidae.